# Flying Machines Which Do Not Fly

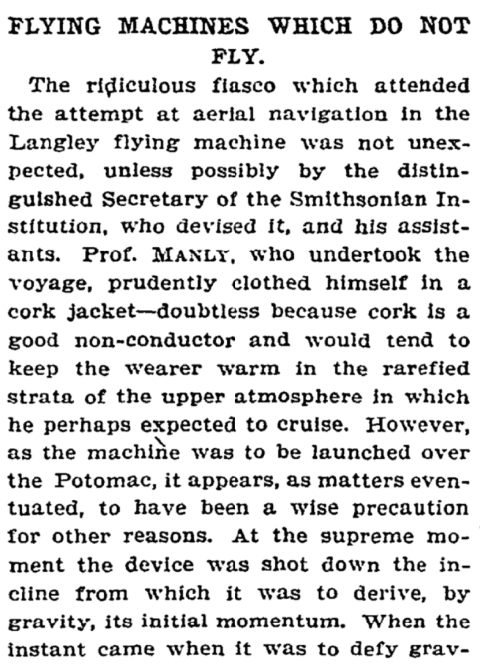
Một bài viết trên New York Times năm 1903 dự đoán rằng nhân loại phải mất tới khoảng một đến mười triệu năm để tạo ra một cỗ máy bay có thể bay.

"Flying Machines Which Do Not Fly" là một bài xã luận đăng trên nhật báo New York Times vào ngày 9 tháng 10 năm 1903. Bài báo đã dự đoán sai lầm rằng nhân loại sẽ phải mất từ một đến mười triệu năm mới phát triển được một cỗ máy bay có thể bay được. Nó được viết nhằm đáp lại thí nghiệm máy bay thất bại của Samuel Pierpont Langley hai ngày trước đó. 69 ngày sau khi bài báo được xuất bản, hai anh em người Mỹ Orville và Wilbur Wright thực hiện thành công chuyến bay của một khí cụ bay nặng hơn không khí đầu tiên vào ngày 17 tháng 12 năm 1903, tại Kitty Hawk, North Carolina.

## Bối cảnh
Vào đầu thế kỷ 20, dư luận cho rằng con người không thể di chuyển bằng đường hàng không. Các kỹ sư và nhà khoa học đương thời cũng bi quan về chuyến bay. Các nhà phê bình đáng chú ý bao gồm Simon Newcomb, Lord Kelvin và kỹ sư trưởng của Hải quân Hoa Kỳ, George W. Melville. Trong đó, George W. Melville đã mô tả máy bay là "hoàn toàn không có cơ sở, nếu không muốn nói là vô lý". Sau 5 năm chuẩn bị, nhà tiên phong hàng không Samuel Langley đã sẵn sàng thử nghiệm chiếc Aerodrome của mình vào ngày 7 tháng 10 năm 1903. Chiếc máy bay, do Charles Manly lái, đã không bay được và rơi xuống sông Potomac ngay sau khi cất cánh.

## Bài xã luận

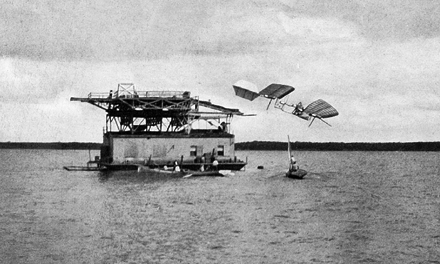
Chiếc thử nghiệm đầu tiên, Aerodrome của Samuel Langley, đã thất bại và rơi xuống sông Potomac, ngày 7 tháng 10 năm 1903.

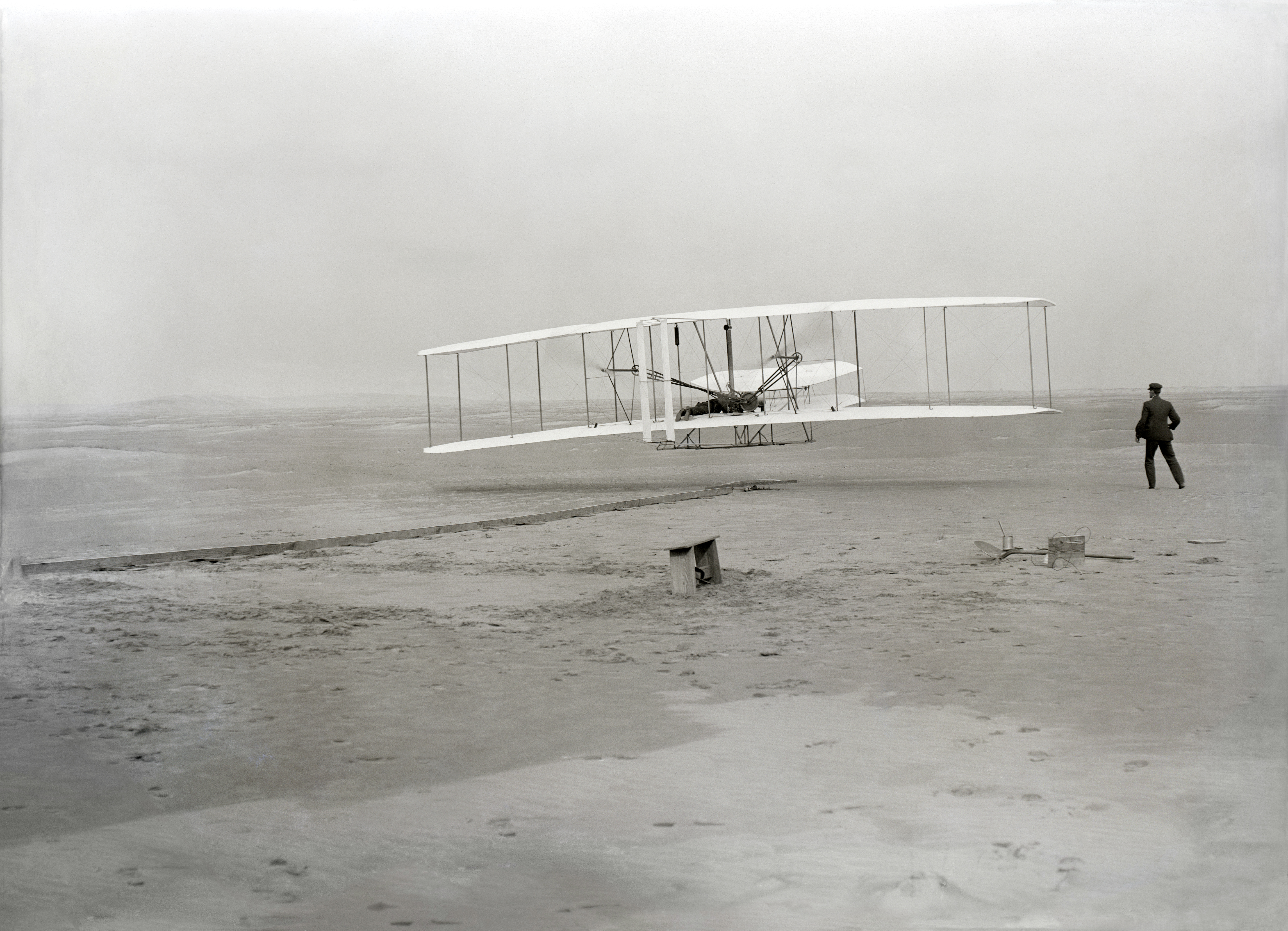
Chiếc thứ hai của anh em nhà Wright đã cất cánh thành công gần Kitty Hawk, North Carolina, vào ngày 17 tháng 12 năm 1903.

Thất bại của Aerodrome khiến công chúng chế nhạo Langley. Hai ngày sau khi thí nghiệm thất bại, một bài xã luận đăng trên tờ New York Times đưa ra quan điểm:
[It] might be assumed that the flying machine which will really fly might be evolved by the combined and continuous efforts of mathematicians and mechanicians in from one million to ten million years... No doubt the problem has attractions for those it interests, but to the ordinary man it would seem as if effort might be employed more profitably.

Tạm dịch:
Có thể giả định rằng chiếc máy bay thực sự có thể bay có thể được phát triển nhờ nỗ lực chung và liên tục của các nhà toán học và thợ cơ khí trong vòng một triệu đến mười triệu năm... Không còn nghi ngờ gì nữa, bài toán này có sức hấp dẫn đối với những người quan tâm, nhưng với người bình thường, dường như những nỗ lực này có thể được sử dụng một cách có lợi hơn.

Cùng ngày với bài báo được xuất bản, Orville Wright viết trong nhật ký của mình: "We started assembly today" ("Hôm nay chúng tôi bắt đầu lắp ráp"), ám chỉ chiếc máy bay đầu tiên mà anh và anh trai mình, Wilbur, sẽ thử nghiệm bay ngay sau đó. Ngày 8 tháng 12 năm 1903, Langley nỗ lực lần cuối cùng để lái chiếc Aerodrome. Một lần nữa, thử nghiệm thất bại và sự ủng hộ chính thức dành cho dự án của Langley bị rút lại. Một bài xã luận khác của New York Times bình luận:
We hope that Professor Langley will not put his substantial greatness as a scientist in further peril by continuing to waste his time and money for further airship experiments. Life is short, and he is capable of services to humanity incomparably greater than can expected to result from trying to fly ...

Tạm dịch:
Chúng tôi hy vọng Giáo sư Langley sẽ không đặt sự vĩ đại đáng kể của mình với tư cách là một nhà khoa học vào tình thế nguy hiểm hơn nữa thông qua việc tiếp tục lãng phí thời gian và tiền bạc của mình cho các thí nghiệm tiếp theo về máy bay. Cuộc sống rất ngắn ngủi, và anh ta có thể phục vụ nhân loại nhiều hơn so với những gì có thể mong đợi từ việc cố gắng bay ...

Ngày 17 tháng 12 năm 1903, anh em nhà Wright đã bác bỏ quan điểm của tờ New York Times cùng nhiều nghi ngờ khác với chiếc Wright Flyer bay thành công của họ.

## Di sản
Phi hành gia Dave Williams coi bài báo này "có lẽ là dự đoán tồi tệ khét tiếng nhất mọi thời đại". Nhà khoa học chính trị P.W. Singer coi bài báo này là ví dụ yêu thích của ông về một dự đoán "hoàn toàn sai lầm".
Tổng thống Mỹ George W. Bush đã trích dẫn bài báo của New York Times trong lễ kỷ niệm 100 năm chuyến bay lịch sử của anh em nhà Wright vào tháng 12 năm 2003.